# Saint-Lyé-la-Forêt
Saint-Lyé-la-Forêt – miejscowość i gmina we Francji, w Regionie Centralnym, w departamencie Loiret.
Według danych na rok 1990 gminę zamieszkiwały 974 osoby, a gęstość zaludnienia wynosiła 36 osób/km² (wśród 1842 gmin Regionu Centralnego Saint-Lyé-la-Forêt plasuje się na 409. miejscu pod względem liczby ludności, natomiast pod względem powierzchni na miejscu 422.).